# 阿贾伊加尔土邦

阿贾伊加尔土邦是英国统治印度时期印度的土邦之一。该州由拉杰普特人的本德拉家族统治。该邦于 1765 年由古曼·辛格 (Guman Singh) 创立，首府位于中央邦的阿贾伊加尔 ( Ajaigarh) 。 阿贾伊加尔土邦的最后一位统治者于 1950 年 1 月 1 日签署加入印度。 

## 大君
- 1765-1792 古曼辛格：创始人，斋浦尔帕哈特辛格的侄子。
- 1792-1793:Bakht Singh(第一任期):被ali bahadur驱逐
- 1793-1802 阿里·巴哈杜尔：
- 1802-1804 Shamsher bahadur：抓住了他的亲戚 Ghani Bahadur，并将他关在 Ajaigarh 堡垒，后来他在那里被毒死。
- 1804-1807 Lachhman Dawa：向英国政府投降
- 1807-1837Bakht singh（第二任期）
- 1837-1849 马多·辛格
- 1849-1853 马希帕辛格
- 1853-1855 比杰·辛格
- 兰乔辛格
- 博帕尔辛格
- 普尼亚普拉塔辛格